# Le Ménil-de-Briouze
Le Ménil-de-Briouze is een gemeente in het Franse departement Orne (regio Normandië) en telt 484 inwoners (2004). De plaats maakt deel uit van het arrondissement Argentan.

## Geografie
De oppervlakte van Le Ménil-de-Briouze bedraagt 21,9 km², de bevolkingsdichtheid is 22,1 inwoners per km².
De onderstaande kaart toont de ligging van Le Ménil-de-Briouze met de belangrijkste infrastructuur en aangrenzende gemeenten.

## Demografie
Onderstaande figuur toont het verloop van het inwonertal (bron: INSEE-tellingen).